# Rodrigo Díaz Del Valle
Rodrigo Díaz Del Valle (Toledo, España, 4 de abril de 2005) más conocido como Rodrigo Díaz, es un jugador de baloncesto español. Con 1,95 metros de estatura juega en la posición de base en el Alliance Sport Alsace de la Pro B francesa.

## Trayectoria
Formado en las categorías inferiores de CEI Toledo y Baloncesto Fuenlabrada.
En la temporada 2022-23, forma parte de la plantilla del Baloncesto Fuenlabrada "B"  de la Liga EBA.
El 23 de abril de 2023, con apenas 18 años hace su debut en la Liga ACB en un encuentro frente al Cazoo Baskonia y durante la misma temporada jugaría otros 5 encuentros en Liga ACB.
El 15 de julio de 2024 fichó por el Alliance Sport Alsace de la Pro B francesa, para alternar su participación con el primer equipo y el promesas.